# فيلي بيكر
فيلي بيكر (بالألمانية: Willi Becker)‏ هو سياسي ألماني، ولد في 11 يناير 1918 في ألمانيا، وتوفي في 25 يناير 1977 في دوسلدورف في ألمانيا. حزبياً، نشط في الحزب الديمقراطي الاجتماعي الألماني. وقد انتخب عمدة وانتخب عضو مجلس الشورى الموحد شمال الراين وستفاليا.